# ZiS-101
ZiS-101 (ros. ЗиС-101) – luksusowy samochód osobowy produkowany przez radzieckie przedsiębiorstwo ZiS (Zakład im. Stalina) w Moskwie w latach 1936-1941. Był pierwszym produkowanym w ZSRR samochodem klasy luksusowej.

## Historia

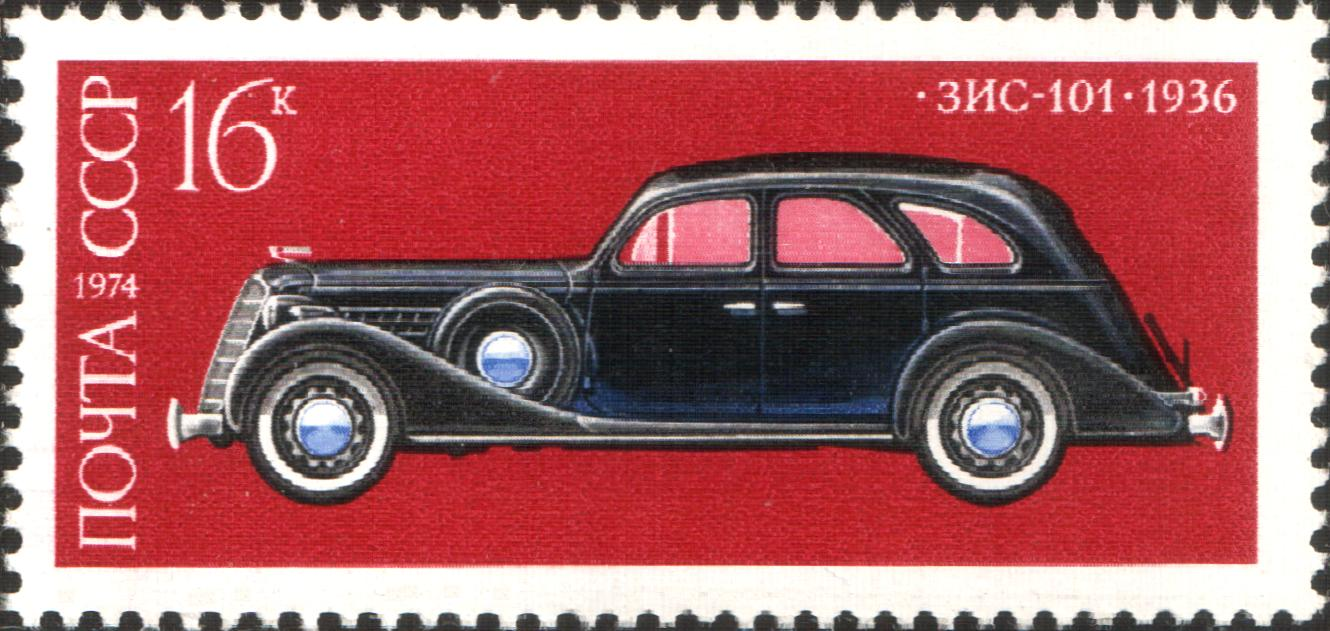
Sylwetka ZiS-101 na znaczku pocztowym

W latach 30. XX wieku radziecki przemysł państwowy nie podejmował jeszcze prób skonstruowania całkowicie własnego samochodu, zajmując się w tym zakresie produkcją licencyjną i ulepszaniem konstrukcji zagranicznych lub ich bezlicencyjnym kopiowaniem. U podłoża powstania modelu ZiS-101 leżała próba skopiowania amerykańskiego samochodu luksusowego Buick 32-90 z 1932 roku, podjęta w tym samym roku przez zakłady Krasnyj Putiłowiec w Leningradzie.  Próba ta jednak nie powiodła się z powodu wyboru zbyt zaawansowanej konstrukcji i małego doświadczenia zakładów, zajmujących się wcześniej produkcją traktorów. Na 1 maja 1933 roku zbudowano ręcznie sześć samochodów o oznaczeniu Ł-1 (Л-1), które zostały zaprezentowane w Moskwie, lecz były zawodne i nie nadawały się do produkcji. Zakłady następnie przestawiono na produkcję czołgów T-28, a dopracowanie Ł-1 powierzono moskiewskiemu zakładowi imienia Stalina (ZiS), pod kierunkiem generalnego konstruktora Jewgienija Ważynskiego. Zakład ten otrzymał także jako wzór nowszy i prostszy model Buicka 57-90 z 1934 roku, dzięki któremu uproszczono podwozie samochodu. W zakładach ZiS zaprojektowano również unowocześnione nadwozie w stosunku do wzorców amerykańskich. Projekt technologiczny nadwozia i formy do tłoczenia blach wykonała na zlecenie radzieckie na podstawie makiety amerykańska renomowana firma Budd Manufacturing, za co otrzymała półtora miliona dolarów; ponadto za dalsze pół miliona dolarów zakupiono w USA specjalne prasy.
29 kwietnia 1936 roku przedseryjne ZiS-101 zademonstrowano na Kremlu Stalinowi, jako pierwszy samochód przedstawiony w ten sposób. Ogółem w tym roku powstało 11 samochodów przedseryjnych. Po zainstalowaniu nowych pras i uruchomieniu taśmy produkcyjnej, pierwszy seryjny samochód wyprodukowano 17 stycznia 1937 roku. Dziennie produkowano do 17 samochodów. W tym roku ZiS-101 został zaprezentowany na salonie samochodowym w Paryżu. W 1938 roku zmontowano czterotysięczny egzemplarz. Samochód jednak nie był w pełni dopracowaną konstrukcją i pojawiały się różne usterki i problemy z jakością wykonania, w tym skrzypiącym nadwoziem, zwłaszcza przy mniej dokładnej masowej produkcji. Ogólną wadą samochodu była zbyt wysoka masa i zbyt mała moc silnika, który nie zdołał osiągnąć zakładanej mocy 116 KM. Ulepszoną wersją, likwidującą część wad był ZiS-101A z 1940 roku, w którym zarazem nieco podniesiono moc silnika (100-110 KM). Różnił się on zewnętrznie nową atrapą chłodnicy i maską.

## Opis i wersje modelu
ZiS-101 był dostępny jako 4-drzwiowy sedan, powstał jako pierwszy model ZiSa. Do napędu użyto silnika R8 o pojemności 5,8 l. Moc przenoszona była na oś tylną poprzez 3-biegową zsynchronizowaną skrzynię biegów. Zawieszenie przednie i tylne było zależne, z osiami sztywnymi na resorach wzdłużnych półeliptycznych, z amortyzatorami. Większość limuzyn malowana była na kolor czarny.
Nadwozie było z blachy stalowej na szkielecie drewnianym (bukowym). Przednie drzwi otwierały się do przodu, tylne do tyłu, pozostawiając słupek środkowy. Samochód był siedmioosobowy; przed tylną kanapą były dwa rozkładane straponteny (przodem do kierunku jazdy).
Powstawała także wersja z nadwoziem typu kabriolet - ZiS-102, wyprodukowano zaledwie kilkadziesiąt egzemplarzy.
Wyprodukowano w kilku egzemplarzach wersję sportową modelu - ZiS-101 Sport. Był to dwudrzwiowy roadster o dwóch miejscach siedzących. Do jego napędu użyto tego samego silnika co w wersji standardowej, został on jednak wzmocniony, co zaowocowało wzrostem mocy maksymalnej do 143 KM. Dzięki temu samochód mógł rozpędzić się do 162 km/h.

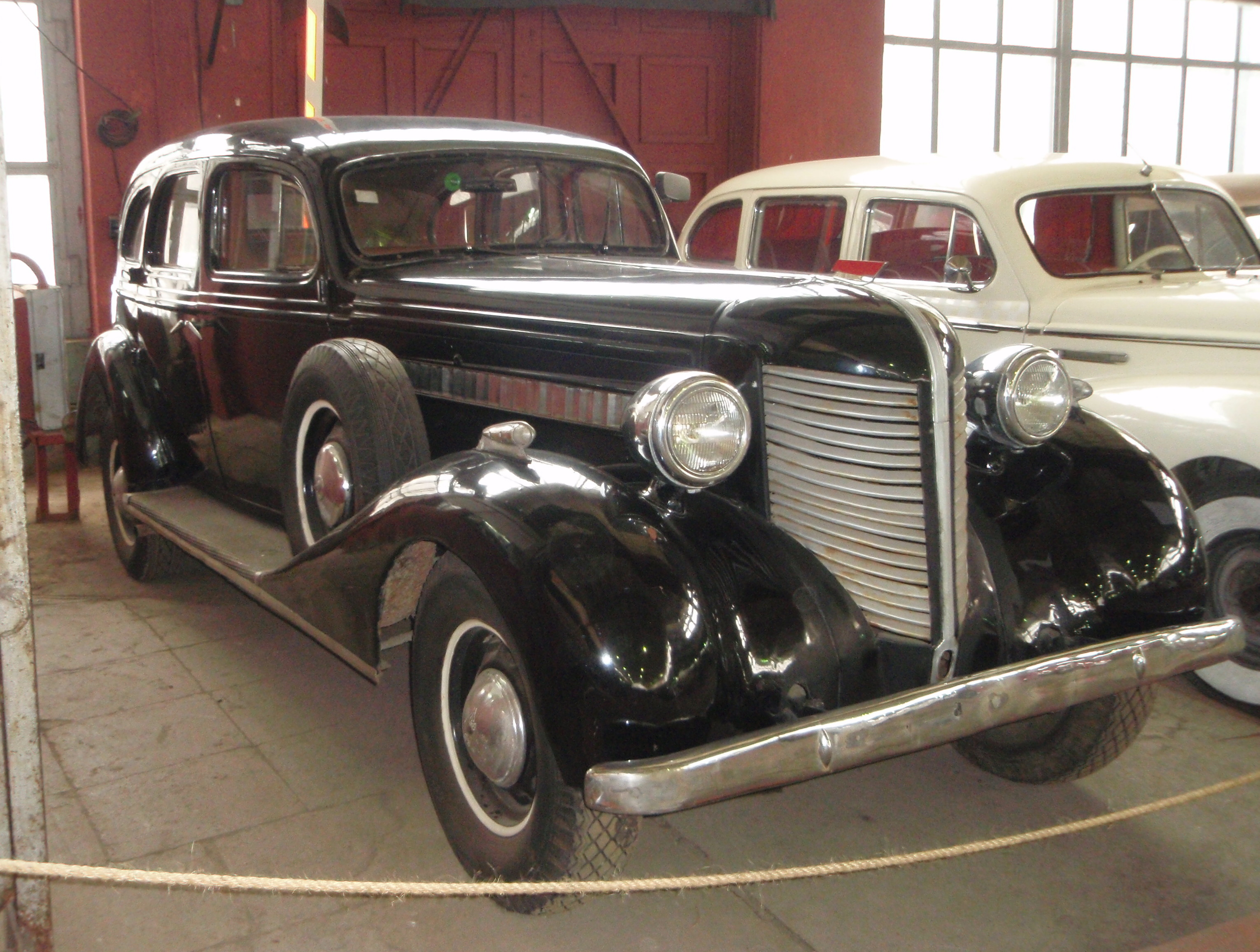
ZiS-101A

W roku 1940 zaprezentowano zmodernizowaną wersję modelu - ZiS-101A. Samochód charakteryzował się m.in. nieco mocniejszym silnikiem (podniesiony stopień kompresji). Powstały 8752 egzemplarze ZiSa 101 we wszystkich odmianach. Samochód został zastąpiony przez model ZiS-110.
W latach 1939–40 zbudowano w ZiS dwa samochody w wersji ambulansu. Po wojnie, w 1949 roku 30 samochodów zostało zaadaptowanych do tej roli z nowym nadwoziem przez zakłady remontowe Ariemkuz w Moskwie, pod oznaczeniem AKZ-4. Podczas remontów po wojnie były też tworzone nowe nadwozia typu furgon (m.in. przez Ariemkuz) lub pick-up, także z podzespołami mechanicznymi od innych samochodów.

## Eksploatacja
ZiS-101 był pierwszym produkowanym w ZSRR samochodem klasy luksusowej. Podstawowym przeznaczeniem ZiSów-101 była służba w charakterze limuzyn dla funkcjonariuszy państwowych i partii komunistycznej. Jednakże, próbna eksploatacja w garażu specjalnego przeznaczenia (parku samochodowym Kremla) wykazała problemy z jakością i gorsze osiągi od samochodów importowanych, wobec czego nie były one używane przez najwyższe władze państwowe. ZiSów wczesnych serii używał też operacyjny oddział NKWD przeznaczony do eskorty dygnitarzy. Z powyższych powodów, większe rozpowszechnienie zyskały jako samochody służbowe w ministerstwach (komisariatach ludowych), komitetach obwodowych partii komunistycznej, do obsługi poselstw zagranicznych i w tym podobnych zastosowaniach. Ulepszone ZiS-101A były już chętniej używane, w tym w garażu kremlowskim, ale w drugorzędnych rolach.
Samochody ZiS-101 trafiły także do państwowych przedsiębiorstw taksówkowych w największych miastach, przy tym w Moskwie stawka za kilometr przejazdu ZiSem wynosiła 1,40 rubla, podczas gdy zwykłym GAZ-M1 - 0,80 rubla.
Podczas II wojny światowej ZiS-101 były używane w wojsku jako samochody sztabowe. Część z nich przerabiano w wojsku na nadwozia pick-up.

## Dane techniczne

### Silnik
- R8 5,8 l (5766 cm³), 2 zawory na cylinder, SV[1]
- Układ zasilania: gaźnik
- Średnica cylindra × skok tłoka: 85 mm × 127 mm[1]
- Stopień sprężania: 4,8:1[1] / 5,5:1 (101A)
- Moc maksymalna: 90 KM (66 kW) przy 2800 obr./min[1] / 112 KM przy 3200 obr./min (101A)
- Maksymalny moment obrotowy: 24,6 kgf przy 3200 obr./min[1]

### Osiągi
- Przyspieszenie 0-100 km/h: b/d
- Prędkość maksymalna: 115 km/h[2]
- Średnie zużycie paliwa: 24,5 l / 100 km[2]

### Inne
- Promień skrętu: 7,7 m[2]
- Koła: 7,5x17[1]
- Rozstaw kół:
  - Oś przednia: 1500 mm[2]
  - Oś tylna: 1550 mm[2]
- Skrzynia biegów: mechaniczna, 3 biegi do przodu (2,89:1, 1,75:1, 1:1) i bieg wsteczny (3,62:1), zsynchronizowana[1]